# Article 198 de la Constitution belge
Pour un article plus général, voir Constitution de la Belgique.

L'article 198 de la Constitution de la Belgique fait partie du titre VIII « De la révision de la Constitution ». Il permet la modification de la numérotation, des subdivisions et de la terminologie de la Constitution selon une procédure simplifiée.
Il a été ajouté à la Constitution (sous le numéro 132) lors de la quatrième réforme de l'État, le 5 mai 1993, avec application le 18 mai 1993. Il n'a essentiellement pas été modifié depuis.

## Texte
« D'un commun accord avec le Roi, les Chambres constituantes peuvent adapter la numérotation des articles et des subdivisions des articles de la Constitution ainsi que les subdivisions de celle-ci en titres, chapitres et sections, modifier la terminologie des dispositions non soumises à révision pour les mettre en concordance avec la terminologie des nouvelles dispositions et assurer la concordance entre les textes français, néerlandais et allemand de la Constitution. 
Dans ce cas, les chambres ne pourront délibérer si deux tiers au moins des membres qui composent chacune d'elles ne sont présents ; et les changements ne seront adoptés que si l'ensemble des modifications réunit au moins les deux tiers des suffrages exprimés. »

## Principe et motivation
Le processus normal de révision de la Constitution belge est particulièrement lourd, puisqu'il nécessite une déclaration préalable de révision et la dissolution du Parlement (cf. l'article 195). Cet article permet d'éviter ce processus, pour autant que les modifications apportées ne portent que sur la forme du texte et non sur le fond.
À la suite des quatre premières réformes de l'État, le texte de la Constitution était devenu peu clair et mal structuré (il y avait bon nombre d'articles bis, ter, etc. jusqu'à septies et même un article ter-bis). Afin de pouvoir rendre le texte plus lisible sans devoir passer par une déclaration de révision de toute la Constitution, l'article 198 (qui portait alors le numéro 132) fut introduit dans la Constitution en mai 1993. Il fut mis en œuvre dès le mois de novembre de la même année, ce qui permit la renumérotation complète et l'uniformisation de la terminologie en février 1994.

## Modification
À l'occasion de la réécriture de la Constitution qu'il avait justement permise, l'article 132 reçut le numéro 198 et le mot « modifications » de sa dernière phrase fut choisi à la place du mot « adaptations » initialement en vigueur. Il n'a plus été modifié depuis.
En 2010, une proposition de révision de l'article 198 est déposée au Sénat afin de permettre d'abroger, selon la même procédure simplifiée, les dispositions transitoires devenues sans objet. Cette proposition est retirée le 23 avril 2014 lors de son examen par la Commission des affaires institutionnelles du Sénat.